# Chunian
Chunian é uma cidade do Paquistão localizada na província de Punjab.